# Tougarine
Le tougarine (en russe : Тугарин) est une créature mythique des bylines et des contes de fées d'Europe de l'Est, qui personnifie le mal et la cruauté et apparaît sous la forme d'un dragon.

## Formes et origines des noms
Tougarine a de nombreux noms différents dans la mythologie slave orientale, tels que Zmey Tugarin, Zmey Tugaretin, Zmeishche Tugarishche, Tugarin Zmeyevich et d'autres.
"Tougarine" est une contraction corrompus de "Tugar-Khan" (Tugor-Khan chez les Coumans),, contesté par une étymologie du mot d'argot racine "chagrin",,,.

## Description
Le Tougarine, bien que l'on parle de dragon, conserve en grande partie une forme « anthropomorphe » et on le voit monter à cheval. Il semble qu'il ait des ailes avec lesquelles il peut voler, et il plane dans les airs pendant le duel avec Aliocha Popovitch. Les ailes volantes sont certainement un trait de dragon, mais certaines versions l'expliquent comme un engin en papier, attaché à son cheval et non à lui-même.
Le tougarine était un grand glouton, qui est un peu un trait de dragon.  Il pouvait remplir chaque joue d'une quantité de pain de la taille d'une roue de charrette, puis déposer un cygne entier sur sa langue et l'avaler,. Ceci est chanté de façon similaire mais quelque peu différemment dans certaines versions bylyni.
Il avait une tête énorme et, dans certains textes, sa tête coupée roulait comme un chaudron à bière ou elle roulait comme un oignon, plus tard pour être décrite comme assez grosse pour servir de chaudron,.
Le Tougarine est également décrit comme le rival catholique romain du prince Vladimir,.

### Mythe de la nature
Certains commentateurs ont suggéré que Tougarine représente l'élément du feu, car dans certaines versions de "Aliocha Popovich", le torse de Tougarine est recouvert de serpents de feu qu'il utilise comme arme, tente d'étrangler Aliocha avec de la fumée, lance des étincelles de feu sur lui, le brûler avec le feu, et tirer sur lui des tisons (головни́ ; golovnia), ou des bûches enflammées.
Le tougarine peut également représenter l'élément eau, car leur duel a généralement lieu près d'une rivière (généralement la rivière Safat). Cependant Tougarine est vaincu à cause de la pluie, qui gâche ses ailes de papier.

## Combat avec Aliocha
Pour plus d'informations: Aliocha Popovich
Tugarin Zmeyevich est surtout connu de la bylina à propos de son duel avec Alyosha Popovich, qui se décline en de nombreuses versions différentes. L'histoire se trouve également dans la version de conte de fées en prose,.
Dans certaines versions, ils se rencontrent pour le duel à la rivière Safat, où ils dressent des pavillons. Tougarine rugit d'une voix éclatante, ou bien siffle comme un serpent.
Il vole dans le ciel en battant ses ailes de papier, qui lui manquent quand il pleut. Aliocha Popovitch remporte le duel, coupe le corps de Tougarine en morceaux et les disperse sur le terrain.
Certains bylinas mentionnent les relations intimes de Tougarine avec l'épouse du knèze Vladimir. Lorsqu'elle apprend sa mort, elle devient triste et reproche à Aliocha Popovitch de l'avoir séparée de son "cher ami".

## Autres dragons
Tugarin Zmeyevich est un personnage chtonique d'un ancien mythe de combat de dragon, lié à Zmey Gorynych (russe: Змей Горыныч, ukrainien: Змій Горинич), Serpent ardent (russe : «Огненный Змей») etc.